# Bass-T
Себастьян Гёккеде (нем. Sebastian Göckede; род. 11 февраля 1979, Германия — 9 июля 2013, Шлагсдорф, Германия) более известный как Bass-T — немецкий диджей и музыкальный продюсер. Он наиболее известен как участник дуэта Rocco & Bass-T и различных других музыкальных проектов, а также был активен под псевдонимами Bastian Bates и The Raving Snowman.

## Биография

### Карьера
В начале своей карьеры он играл в качестве постоянного диджея на различных крупных дискотеках Северной Германии, пока три года спустя не встретил своего будущего партнера по студии и друга Свена Грюнвальда (SveN-RG, а затем Rocco). Вместе они основали собственную студию и продюсировали различные лейблы, например: Overdose, Vision Soundcarriers, EDM и Kontor Records.
В 2000 году Bass-T перешёл на лейбл Aqualoop Records. С 2001 года он стал главным ответственным за проект Topmodelz, который незадолго до этого основал Pulsedriver. Затем последовал первый сольный сингл Bass-T Here Comes That Sound (Alright!).

### Смерть
9 июля 2013 года Себастьян Гёккеде умер от сердечного приступа на 35-м году жизни. В последнее время он жил в Шлагсдорфе, был женат и оставил двоих детей. Сингл Shine Your Light, спродюсированный в его честь Rocco и Дэвисом Редфилдом и ремиксованный различными артистами танцевальной сцены, с вокалом Кэролайн фон Брюнкен, попал в австрийские чарты продаж более чем через десять лет после того, как в последний раз попал в чарты.

## Дискография
В этом разделе перечислены только его сольные синглы. Публикации с его сторонних проектов см. в немецкой статье Rocco & Bass-T.

### Синглы
- 2002: Here Comes That Sound (Alright!)
- 2002: Fly on the Wings of Love (Bass-T pres. Topmodelz[нем.])
- 2002: How Low Can You Go (feat. DJ Schwede)
- 2003: Slammin’ Christmas (aka The Raving Snowman)
- 2004: P.O.W.E.R.
- 2005: So Much Much Love to Give (aka Bastian Bates)
- 2006: Check This! / Jack the House
- 2009: Can’t Slow Down (aka Bastian Bates feat. Nicco[англ.])
- 2013: Shine Your Light (Bass-T & Friends, посмертно)

## Место в чартах
| Страна   | Композиция                            | Дата       | Позиция       |
| -------- | ------------------------------------- | ---------- | ------------- |
| Австрия  | How Low Can You Go (feat. DJ Schwede) | 21.04.2002 | 49 (6 недель) |
| Германия | The Sign (SveN-R-G vs. Bass-T)        | 23.06.2003 | 92 (1 неделя) |
| Австрия  | Shine Your Light (Bass-T & Friends)   | 13.09.2013 | 61 (1 неделя) |